# Calvi (quận)
Quận Calvi là một quận của Pháp, nằm ở tỉnh Haute-Corse, thuộc Corse. Quận này có 4 tổng và 33 xã.

## Các đơn vị hành chính

### Các tổng
Các tổng của quận Calvi là: 
1. Belgodère
2. Calenzana
3. Calvi
4. L'Île-Rousse

### Các xã
Các xã của quận Calvi, và mã INSEE là: 
| 1. Algajola (2B010)                   | 2. Aregno (2B020)       | 3. Avapessa (2B025)    | 4. Belgodère (2B034)        |
| 5. Calenzana (2B049)                  | 6. Calvi (2B050)        | 7. Cateri (2B084)      | 8. Corbara (2B093)          |
| 9. Costa (2B097)                      | 10. Feliceto (2B112)    | 11. Galéria (2B121)    | 12. L'Île-Rousse (2B134)    |
| 13. Lavatoggio (2B138)                | 14. Lumio (2B150)       | 15. Manso (2B153)      | 16. Mausoléo (2B156)        |
| 17. Moncale (2B165)                   | 18. Montegrosso (2B167) | 19. Monticello (2B168) | 20. Muro (2B173)            |
| 21. Nessa (2B175)                     | 22. Novella (2B180)     | 23. Occhiatana (2B182) | 24. Olmi-Cappella (2B190)   |
| 25. Palasca (2B199)                   | 26. Pigna (2B231)       | 27. Pioggiola (2B235)  | 28. Sant'Antonino (2B296)   |
| 29. Santa-Reparata-di-Balagna (2B316) | 30. Speloncato (2B290)  | 31. Vallica (2B339)    | 32. Ville-di-Paraso (2B352) |
| 33. Zilia (2B361)                     |                         |                        |                             |